# Ямато (лінкор)
«Ямато» (яп. 大和) — лінкор японського імперського флоту часів Другої світової війни типу «Ямато».

## Будівництво
«Ямато», перший з лінкорів своєї серії, був закладений 4 листопада 1937 на верфі ВМС в Куре. Він був спущений на воду 8 серпня 1939 р., і офіційно став до строю 16 грудня 1941. Однак, лише 27 травня 1942 року корабель оголосили боєготовим.

## Бойова кар'єра в 1942—1944 роках
Як флагман Об'єднаного флоту «Ямато» формально брав участь в битві біля атола Мідвей 4—6 червня 1942 року, але фактично не мав зіткнень з противником, оскільки перебував на 300 миль позаду японських авіаносців. 28 травня 1942 «Ямато» перебазувався до острова Трук, де провів близько року, виконуючи роль плавучого штабу Об'єднаного флоту. 25 грудня 1943 північніше від острова Трук «Ямато» отримав влучення торпедою (маса заряду 270 кг) з американського ПЧ «Скейт» і отримав в пробоїну близько 3000 тонн води. Боєздатність корабля серйозно постраждала через затоплення погреба кормової башти головного калібру. У січні — квітні 1944 року «Ямато» пройшов ремонт і модернізацію в Куре.
У червні 1944 року «Ямато» брав участь в битві в Філіппінському морі, причому з'єднання, що включало також «Мусаші» і ряд інших важких кораблів, діяло попереду своїх авіаносців. 19 червня «Ямато» вперше відкрив вогонь в бойовій обстановці, але пізніше з'ясувалося, що лінкор обстріляв свою ж авіацію — на щастя, неефективно.
Японське командування берегло свої лінкори для передбачуваної генеральної битви з американським флотом. У реальності війна на Тихому океані вилилася в низку невеликих, але виснажливих сутичок, в яких сили японського флоту танули, поки найсильніші лінкори відстоювалися далеко від зон активних бойових дій. У результаті в Імператорському флоті склалося скептичне ставлення до цих кораблів, добре ілюстровані популярною у моряків приказкою «На світі є три найбільші і марні речі — єгипетські піраміди, Велика китайська стіна і лінкор „Ямато“».  

## «Ямато» в битві за Філіппіни
У жовтні 1944 року японські суперлінкори були нарешті кинуті в серйозний бій. Американці почали висадку на Філіппіни, і в разі успіху операції могли зруйнувати японський оборонний периметр і відрізати Японію від основних джерел сировини і нафти. Ставка була занадто висока, і японське командування ухвалило рішення про проведення генеральної битви. Складений ним план «Шьо-Ґо» («Перемога») був неабияким досягненням оперативного мистецтва.  Оскільки авіаносні сили Імперського флоту прийшли до того часу в занепад, головна роль відводилася великим артилерійським кораблям.
Північна група, що включала деякі вцілілі авіаносці, повинна була зіграти роль приманки для 38-го оперативного з'єднання — головної ударної сили американського флоту. Основного удару по десантних суднах повинно було завдати 1-е диверсійне з'єднання віцеадмірала Куріти. До його складу входили 5 лінкорів, включаючи «Ямато» і «Мусаші», 10 важких і 2 легких крейсери, 15 есмінців. З'єднання повинне було вночі подолати протоку Сан-Бернардіно і вранці атакувати десантні кораблі біля острова Лейте. Підтримку йому надавало менше за силою 2-е диверсійне з'єднання віцеадмірала Нішімури, що прямувало протокою Сурігао.

### Бій в морі Сібуян
22 жовтня 1-е диверсійне з'єднання вийшло в море і вже на наступний день було атаковане американськими підводними човнами, що потопили два важких крейсери. Вранці 24 жовтня, коли з'єднання Куріти знаходилося в морі Сібуян, почалися масовані атаки американської палубної авіації. В силу випадкових збігів основні удари американців були націлені на «Мусаші», який, після влучань у нього близько 20 торпед і 20 бомб, увечері перекинувся і затонув. 
Незважаючи на втрату «Мусаші», з'єднання Куріти залишалося цілком боєздатним, оскільки інші лінкори не мали серйозних ушкоджень. А проте Куріта вагався й навіть повернув на зворотний курс. Однак Північна група віцеадмірала Одзави виконала свою роль приманки — головні сили 38-го оперативного з'єднання кинулися на неї, залишивши північні протоки без охорони. Американський командувач переоцінив досягнення своїх пілотів, які рапортували про потоплення безлічі японських лінкорів, і вирішив, що 1-е диверсійне з'єднання не являє небезпеки. Куріта тим часом дістав прямий наказ від головнокомандувача Об'єднаного флоту: «З'єднання має атакувати з вірою в Божественне провидіння!» і рушив уперед.

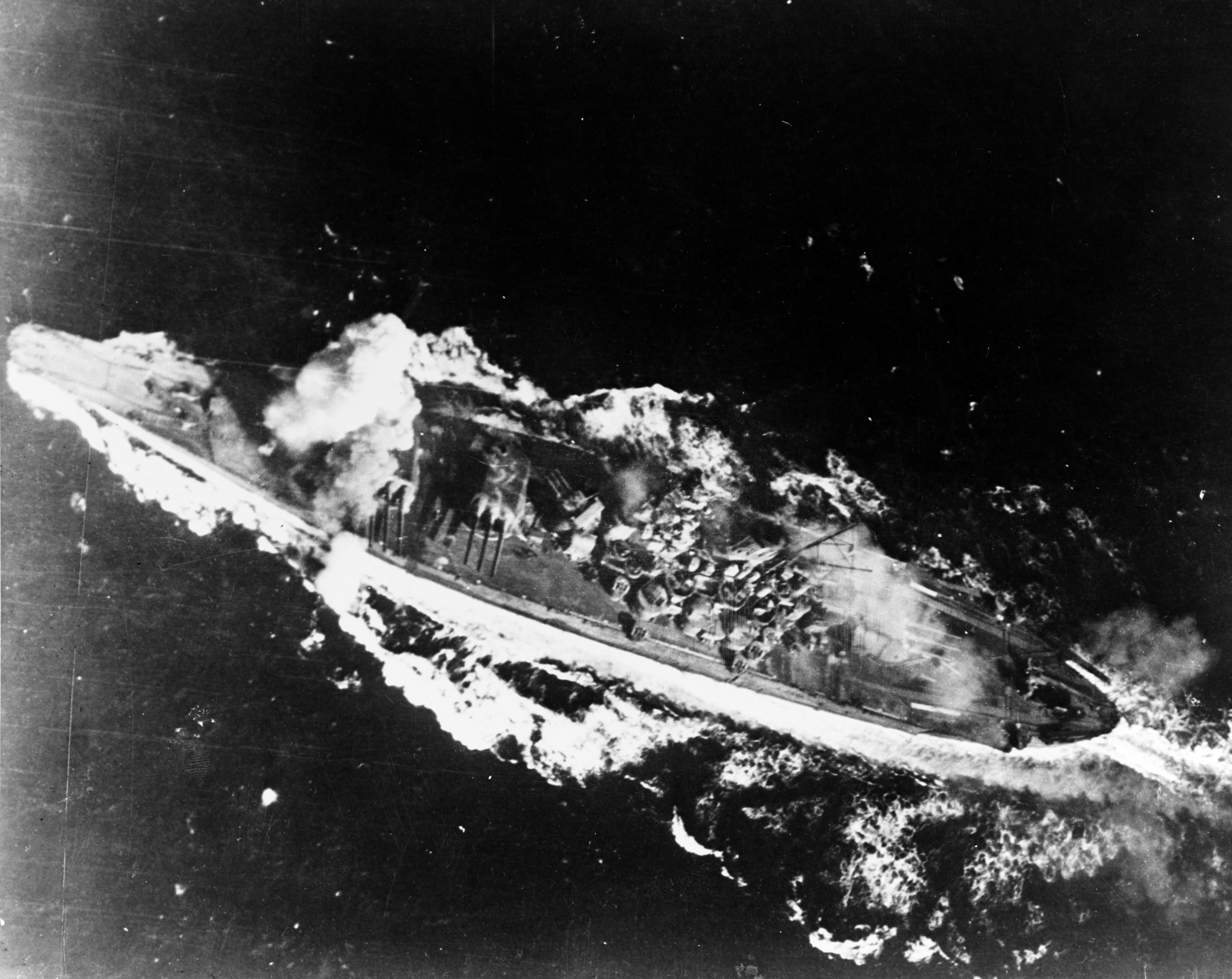
«Ямато» в морі Сібуян. 24 жовтня 1944

### Битва в затоці Лейте
З'єднання вночі безперешкодно форсувало не охоронювану протоку Сан-Бернадіно на великій швидкості і вийшло в затоку Лейте. Близько 6:45 японці виявили американські кораблі. Це була північна група 7-го флоту США, що включала 6 ескортних авіаносців, 3 есмінці і 4 ескортні міноносці. На «Ямато», який став флагманом японського з'єднання, прийняли супротивника за одну зі швидкохідних авіаносних груп і вважали, що в її складі є крейсери. Проте японці вступили в бій. «Ямато» вперше у своїй кар'єрі відкрив вогонь по надводному противнику о 6:58 з дистанції 27 км. Перші залпи влучили в авіаносець «Уайт Плейнс» (White Plains), і артилеристи вважали, що добилися влучень.
Надалі бій звівся до переслідування японцями тихохідного супротивника, який відповідав атаками літаків і есмінців. Протягом наступних трьох годин японські кораблі обстрілювали численні цілі і вважали, що потопили кілька американських авіаносців і крейсерів. Стрілянину ускладнювали періодичні дощові шквали та димові завіси супротивника. Через велику різницю в швидкості (до 10 вузлів) японське з'єднання розтяглося, і Куріта втратив керування боєм. О 10:20 1-е диверсійне з'єднання вийшло з бою і повернуло на зворотній курс, хоча шлях у затоку Лейте, де зібралися американські транспорти, був відкритий.
 Це було схоже на скасування в останню хвилину смертного вироку, хоча в той момент американці не могли зрозуміти, чи було це скасування вироку чи тільки відстрочка страти.   
Втрати американців в битві в затоці Лейте становили 1 ескортний авіаносець, 2 есмінці й 1 ескортний міноносець. Артилеристи «Ямато» були впевнені в хороших результатах своєї стрільби, але повоєнні дослідження показали, що «Ямато» радше не мав жодного влучання головним калібром, хоча і був зафіксований ряд накриттів.  .
 Це була єдина битва в історії, коли лінкори і крейсери тримали в прицілах авіаносці, а ті у відповідь підняли в повітря свої літаки. Шанс свій японці втратили, програвши фінальний бій з рахунком 1:3 (за один авіаносець довелося заплатити втратою трьох важких крейсерів). Цей результат, попри всю його нелогічність (занадто багато визначила розгубленість японського адмірала), став досить символічним — озброєні бомбами й торпедами літаки виявилися сильнішими за найпотужнішу артилерію.

## Останній похід «Ямато»

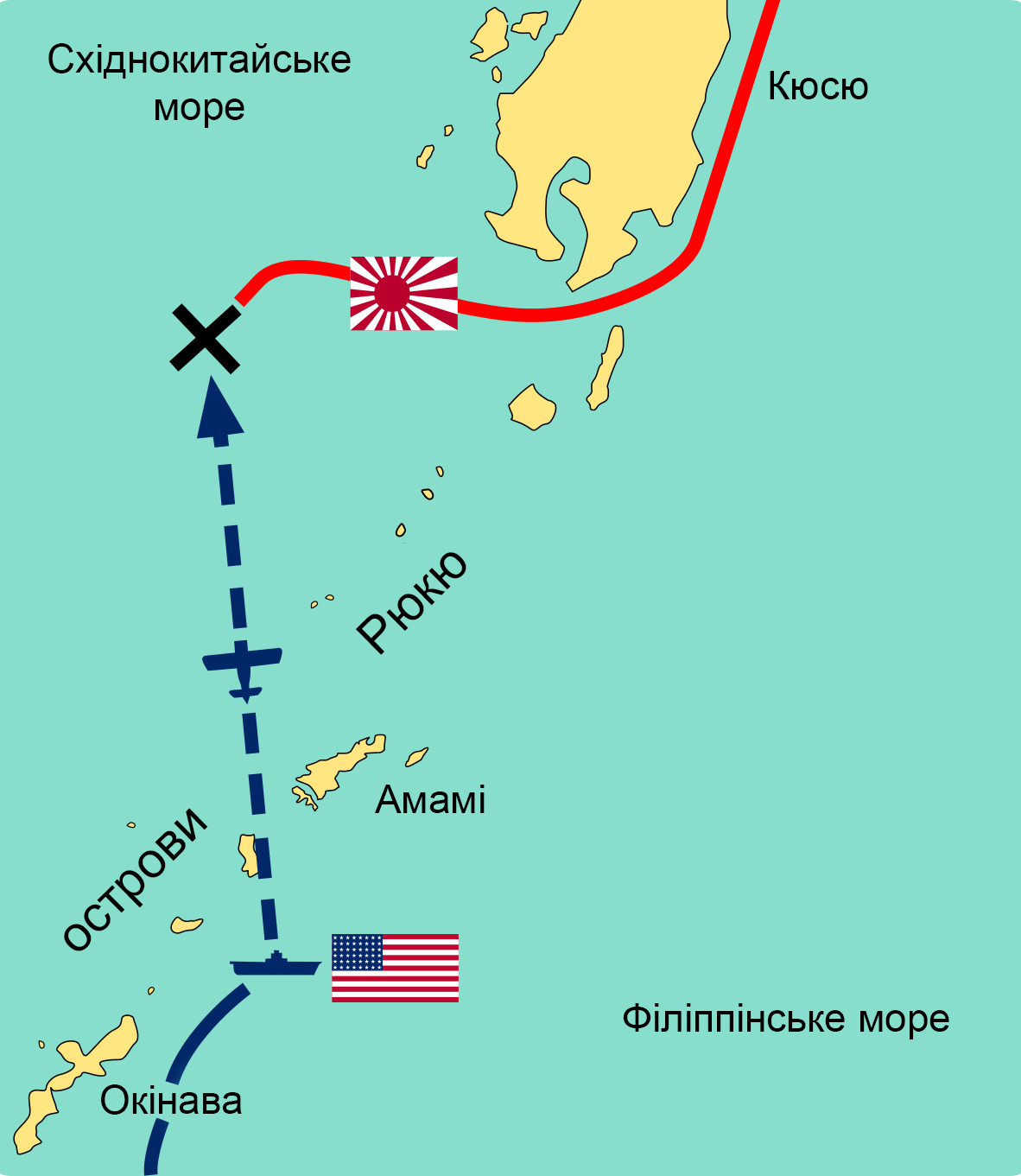
Останній похід «Ямато». Схема.

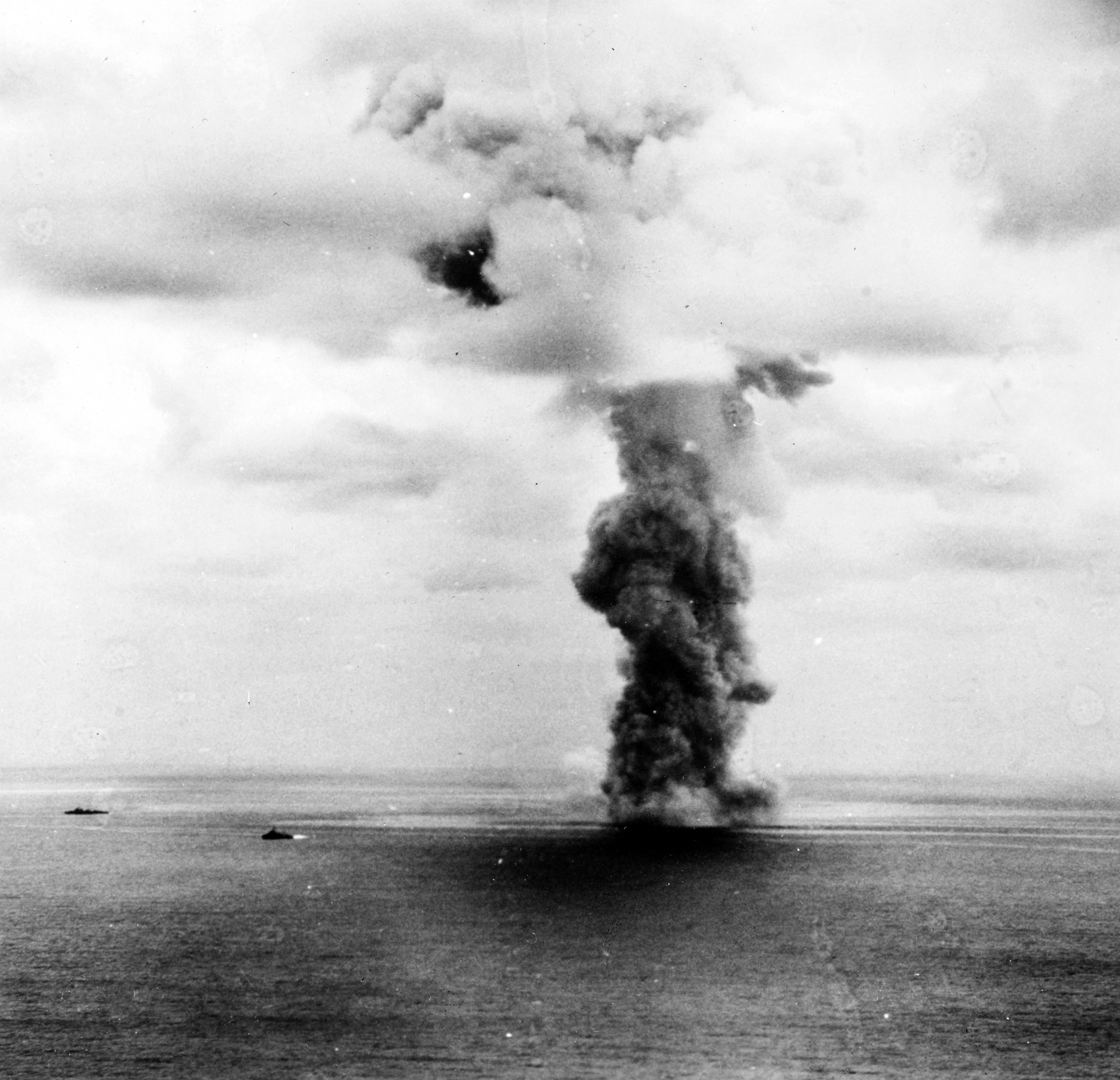
Вибух «Ямато».

«Ямато» повернувся до рідних берегів лише 22 листопада 1944 року і був відразу поставлений на ремонт і модернізацію, яка закінчилася в січні 1945 року і виявилася для нього останньою. Тим часом війна перемістилася до берегів Японії. 1 квітня 1945 американські війська висадилися на Окінаві. Оскільки гарнізон острова не мав шансів відбити десант, японське командування зробило основну ставку на самогубні методи боротьби. Не залишився осторонь і флот, що запропонував використовувати «Ямато» для атаки ворожих десантних суден, попри панування противника в повітрі й на морі.
Вранці 6 квітня 1945 з'єднання у складі «Ямато», 1 легкого крейсера і 8 есмінців вийшло в море для участі в операції «Тен-ічі-ґо» («Небеса-1»). Перед з'єднанням було поставлено завдання — «атака ворожого флоту і суден постачання та їх знищення». У разі ускладнень з поверненням на базу «Ямато» пропонувалося викинутися на мілину біля узбережжя Окінави і підтримувати армійські частини артилерійським вогнем. Передбачалося також, що цей рейд відверне палубну авіацію противника і полегшить намічені на 7 квітня масовані атаки камікадзе на десантні засоби американського флоту біля берегів Окінави. План з самого початку мав самогубний характер.
Японське з'єднання супротивник виявив рано вранці 7 квітня. Починаючи з полудня «Ямато» і його ескорт піддалися потужним атакам американських палубних літаків (всього 227 машин). Через дві години лінкор, отримавши до 10 влучень торпед і 13 влучень авіабомб, вийшов з ладу. О 14:23 за місцевим часом через зміщення 460-мм снарядів від крену стався вибух носового погребу артилерії головного калібру, після чого «Ямато» затонув.   Врятувати вдалося лише 269 осіб, 3061 член екіпажу загинув. Втрати американців склали 10 літаків і 12 льотчиків.

## Командири лінкора
- 16.12.1941 — 17.12.1942 — капітан I рангу (з 01.05.1942 — контрадмірал) Гіхаті Такаянагі.
- 17.12.1942 — 07.09.1943 — капітан I рангу (з 01.05.1943 — контрадмірал) Тіакі Мацуда.
- 07.09.1943 — 25.01.1944 — капітан I рангу (з 05.01.1944 — контрадмірал) Такедзі Оно.
- 25.01.1944 — 25.11.1944 — капітан I рангу (з 15.10.1944 — контрадмірал) Нобуей Морісіта.
- 25.11.1944 — 07.04.1945 — капітан I рангу (посмертно — віцеадмірал) Косаку Аруга.

## Згадки в культурі
- Ямато (фільм)
- Космічний лінкор «Ямато» (за сюжетом корабель підняли з дна і переробили в космічний корабель)
- У RTS StarCraft мається поліпшення для юніта Battlecruiser, назване «Yamato-gun»